# Derek Holland
Derek Lane Holland, ameriški bejzbolist, * 9. oktober 1986, Newark, Ohio, ZDA.
Holland je poklicni metalec in je trenutno član ekipe Texas Rangers. Poznan je po svojem otroškem izgledu. Njegov vzdevek je "Dutch Oven" ("Nizozemska pečica").

## Poklicna kariera

### 2009
Holland je bil izbran v 25. krogu na naboru lige MLB leta 2006, kot bivši študent univerze Wallace State Community College v mestu Hanceville, Alabama, ki je včlanjena v ligo National Junior College Athletic Association.
Navkljub temu, da je prihajal iz manjše šole in posledično nizkim pričakovanjem ga je  Baseball America ocenila kot drugega najbolj obetavnega metalca v klubu, za Neftalijem Felizem.
Dne 22. aprila 2009 je Holland prvič nastopil. V 2,3 menjave ni dovolil teka ali prostega prehoda na polje, pač pa le 3 udarce v polje ter dodal še 2 izločitvi z udarci. 9. avgusta je dokončal svojo prvo tekmo, v kateri tudi ni dopustil teka, proti ekipi Los Angeles Angels of Anaheim v Anaheimu.

### 2010
Holland je večji del leta 2010 preživel na podružnici na stopnji Triple-A v Oklahoma Cityju, in je bil vpoklican v ligo MLB le ob poškodbah drugih članov začetne peterke metalcev. Po začetnih dveh zmagah je naslednje tri izgubil in leto končal s tremi zmagami, štirimi porazi in 4,08 dovoljenega teka.

#### Končnica
Holland je dovolil 3 teke v 4,2 menjave v Okrožni seriji Ameriške lige proti ekipi Tampa Bay Rays. V Konferenčni seriji Ameriške lige v 5,2 menjave ni dovolil teka, in je bil ključnega pomena za zmago na 4 tekmi proti dotedanjim prvakom, New York Yankees. V igro je vstopil v 4 menjavi z 1 izločitvijo in polnimi bazami, ter rešil svojo ekipo iz godlje in zdržal še nekaj dodatnih menjav, s čimer je zaščitil razbremenilski kader.
Na žalost pa svojega uspeha ni uspel podaljšati še na Svetovno serijo proti ekipi San Francisco Giants. Na drugi tekmi serije je vstopil v igro v spodnjem delu 8 menjave z igralcem na bazah in eno izločitvijo. Njegova ekipa je zaostajala z izidom 2:0. Očitno nezmožen bojevati se proti pritisku, ki spremlja mladega igralca, ki meče v Svetovni seriji prvič, je vse tri odbijalce, s katerimi se je soočil, prosto sprehodil do baze, ne da bi izvlekel kakšno izločitev, odbijalca, ki ga je podedoval, pa sprehodil do domače baze, kjer je dosegel tek za nasprotno ekipo. Njegova nezmožnost osredotočenja je omogočila menjavo z ogromnim številom tekov za ekipo iz San Francisca, ki je tekmo dobila z 9:0. V 4. tekmi mu je sicer v vlogi razbremenilca uspelo vreči menjavo brez tekov, a so tekmo - in kasneje serijo - Rangers izgubili.

### 2011
Holland je sezono 2011-12 začel kot član začetne peterke metalcev, in navkljub 4,96 dovoljenega teka mu je uspelo zmagati v štirih od prvih petih nastopov v aprilu in maju.  Povprečje dovoljenih tekov je znižal na 4,14 v mesecu juniju, pri čemer je veliko vlogo igrala njegova prva celotna tekma brez dovoljenega teka sezone. Julij je začel v nihajoči formi- proti ekipi Miami Marlins mu ni uspelo priti iz prve menjave- vendar se mu je uspelo pobrati- na naslednjih 5 nastopih je tri tekme zaključil brez dovoljenega teka.
V letu 2011 je dopuščal 3,95 teka, kar je bilo dovolj za 16 zmag in 5 porazov. Ameriško ligo je vodil v končanih tekmah brez predanega teka s štirimi (5. najboljši izkupiček v zgodovini ekipe v tej kategoriji), bil 3. v odstotkih zmag (prav tako 5. v klubski zgodovini) in 4. v zmagah.
23. oktobra, na 4. tekmi Svetovne serije proti ekipi St. Louis Cardinals, je Holland zmagal, predal le udarca v polje, prosta prehoda na bazo, nič tekov in zbral 7 izločitev z udarci. Po 8,3 menjave je bil zamenjan.

### 2012
20. marca 2012 je s svojo ekipo sklenil 5-letno podaljšanje svoje pogodbe (katero lahko klub podaljša še za 2 leti), ki mu bo prineslo 28,5 milijona ameriških dolarjev.

## Igralski profil

### Zaloga metov
Njegov glavni met je 4-šivna žoga, ki jo povprečno meče s hitrostjo 151 kilometrov na uro. Proti levičarjem se poslužuje predvsem slednje, 2-šivne hitre žoge ter drsalca (131 km/h). Proti desničarjem uporablja mešanico prej omenjenih metov ter spremenljivca v območju 135 km/h ter oblinarko pri okoli 128 km/h. V položajih z odbijalci z dvema udarcema zelo rad uporablja svoj drsalec, ne glede na to, ali je odbijalec levičar ali desničar.